# Replika
Replika est une application commerciale de type « compagnon chatbot » basé sur une intelligence artificielle générative conçue pour simuler des conversations émotionnelles et personnalisées avec ses utilisateurs. Fondé en novembre 2017 par la start-up américaine Luka Inc. créée par Eugenia Kuyda, Replika repose sur des grands modèles de langage tels que GPT-3 et vise à offrir une présence empathique et constante, notamment pour les personnes en quête de soutien émotionnel ou de compagnie virtuelle. Le chatbot est formé en demandant à l'utilisateur de répondre à une série de questions pour créer un réseau neuronal artificiel spécifique. Disponible sur Android, iOS et certaines plateformes immersives comme Oculus, Replika a dépassé en 2024 les 30 millions d'utilisateurs dans le monde.

Commercialement parlant, Replika fonctionne selon une stratégie de tarification freemium, avec environ 25 % de sa base d'utilisateurs payant un abonnement annuel. Bien que souvent présentée comme un outil de bien-être mental, certains experts alertent sur les risques de dépendance émotionnelle ou de confusion entre humain et IA, notamment chez les personnes vulnérables.

## Histoire
Replika a été imaginé et créé par Eugenia Kuyda, journaliste d'origine russe, alors qu'elle travaillait chez Luka, une entreprise technologique qu'elle avait cofondée à l'accélérateur de startups Y Combinator vers 2012,. Le produit principal de Luka était un chatbot qui faisait des recommandations de restaurants.
Selon Kuyda, l'idée de créer ce chatbot émotionnel, lui est venu après la mort d'un de ses amis (en 2015) ; elle a alors converti les messages texte de cette personne en un chatbot et ce chatbot l'aurait aidée à se souvenir des conversations qu'ils avaient eues ensemble, et ce Chatbot est finalement devenu Replika.
Replika a été mis sur le marché en novembre 2017. En janvier 2018, il comptait 2 millions d'utilisateurs et 5 ans plus tard (en janvier 2023), il a atteignait 10 millions d'utilisateurs. En août 2024, selon la PDG de Replika, Kuyda, le nombre total d'utilisateurs avait dépassé les 30 millions.
En février 2023, l'Autorité italienne de protection des données a interdit à Replika d'utiliser les données des utilisateurs, invoquant les risques potentiels de l'IA pour les personnes émotionnellement vulnérables et l'exposition indésirable de mineurs à des conversations sexuelles.
Quelques jours après cette décision, Replika a supprimé la fonctionnalité ERP (autorisant, pour les abonnés à ce service, les interactions romantiques ou sexuelles, c'est à dire la possibilité pour le chatbot de s'engager dans des discussions érotiques,, Kuyda, rappelant à cette occasion que Replika n'a jamais été conçu pour des discussions érotiques. Beaucoup d'utilisateurs ont mal réagi, après qu'ils aient constaté que leur compagnon virtuel étaient devenus froids et distants. Certains se sont dits bouleversés voire victime de troubles mentaux, comme si leur « relation » avec l'IA avait brutalement changé brusquement. Certains utilisateurs ont noté que Replika avait d'ailleurs été utilisé pour de la publicité sexuellement suggestive destinée à attirer les utilisateurs vers ce service. Les représentants de Replika ont déclaré que les discussions explicites ne représentaient que 5 % des conversations sur l'application au moment de la décision. Face à la colère des utilisateurs, en mai 2023, les développeurs de Replika ont finalement rétabli cette fonction ERP, pour les utilisateurs qui s'étaient inscrits avant février de la même année.

## Gouvernance
La société Replika est enregistré à San Francisco. Depuis août 2024, le site Web de Replika indique que son équipe opère en télétravail, sans bureaux physiques.

## Fonctionnalités psychosociales
Les utilisateurs utilisent Replika de plusieurs manières ; un niveau gratuit propose d'utiliser Replika comme « ami », tandis que les niveaux payants proposent Replika comme « partenaire », « conjoint », « frère ou sœur » ou « mentor ». Les fonctionnalités principales de l'application sont :
- une personnalisation de l'avatar et de la personnalité du chatbot (nom, apparence, traits de personnalité…) ;
- dialogue personnalisé et évolutif selon les interactions ; ce compagnon virtuel est souvent utilisé pour combattre la solitude ou l'isolement social, bénéficier d'un espace d'expression émotionnelle sans jugement, apporter un soutien psychologique léger (non médical) et simuler des dialogues romantiques ou amicaux ;
- choix du type de relation : ami, partenaire romantique, mentor (l'option « partenaire romantique » permet au chatbot de s'engager dans le sexting ou le jeu de rôle sexuel[16] ;
- suivi de l'humeur, coaching émotionnel, journal (intime le cas échéant) partagé ;
- appels vidéo et expériences en réalité augmentée.

Parmi les utilisateurs payants de Replika, 60 % ont déclaré avoir une relation amoureuse avec le chatbot ; et Replika a été remarquée comme générant des réponses qui créent des liens émotionnels et intimes plus forts avec l'utilisateur,.
Replika oriente systématiquement la conversation vers une discussion émotionnelle qui renforce l'intimité. Et ceci s'est montré encore plus vrai chez les utilisateurs souffrant de solitude et d'exclusion sociale, dont beaucoup comptent sur Replika comme source de liens émotionnels développés.
Pendant la pandémie de Covid-19, alors que de nombreuses personnes étaient en quarantaine, de nombreux nouveaux utilisateurs ont téléchargé Replika et ont développé des relations avec l'application.
De nombreux utilisateurs ont eu des relations amoureuses avec le chatbot Replika, incluant souvent des discussions érotiques,. Des utilisateurs tombés amoureux de leurs chatbots ont partagé leurs expériences dans un épisode de 2024 de You and I, et de l'IA de Voice of America. Certains utilisateurs ont dit s'être tournés vers l'IA à l'occasion d'une dépression et/ou d'un deuil, l'un d'eux affirmant qu'il avait le sentiment que Replika l'avait sauvé après qu'il ait perdu sa femme et son fils.

## Avis scientifiques
En 2021, une revue de la littérature a analysé les perceptions et opinions des patients concernant l'usage des chatbots pour la santé mentale. Les auteurs identifient 10 dimensions clés dans les retours des patients (Utilité ; Facilité d'utilisation ; Réactivité ; Compréhensibilité ; Acceptabilité ; Attractivité ; Fiabilité ; Plaisir d'usage ; Qualité du contenu ; Comparaison avec d'autres outils). L'étude conclut que les chatbots en santé mentale sont globalement perçus de manière positive par leurs utilisateurs, mais qu'il faut encore améliorer leurs capacités linguistiques (pour gérer les réponses inattendues et pour offrir des réponses de haute qualité, variées et personnalisées). Une étude (2024) sur les interactions entre Replika et des étudiants en dépression et soufrant de solitude a montré que ceux-ci ressentent un soutien social « élevé » de la part de Replika, comparable à celui d'une thérapie.
En 2022, des chercheurs de l'université d'Hawaï ont confirmé que la conception de Replika était conforme aux théories et pratiques de l'attachement, provoquant un attachement émotionnel accru parmi les utilisateurs. En particulier Replika simule l'empathie et félicite les utilisateurs, ce qui encourage davantage d'interaction.
Un chercheur de l'Université Queen's de Kingston conclut, en 2022, que les relations avec Replika ont probablement des effets mitigés sur les besoins spirituels de ses utilisateurs, et qu'ils ne peuvent pas remplacer complètement tout contact humain.
À partir de 496 billets et 20 494 commentaires issus de la plus grande communauté Replika sur Reddit, des cercheurs ont en 2025 identifié 27 sous-catégories de soutien, organisées en cinq types principaux (fonctionnel, informatif, émotionnel, estime et réseau) et deux directions (du chatbot vers l'humain et inversement). Ils confirment l'importance de questions controversées, telles que les services d'abonnement et les effets de l'affection affichée par le chatbot. Selon eux, « l'utilisateur enseignant le chatbot » est apparu comme un aspect central de la relation humain-chatbot, dans la façon dont les utilisateurs guident et affinent activement l'apprentissage de l'IA, soulignant le potentiel des échanges réciproques de soutien entre les utilisateurs et les chatbots.

## Avis critiques
Des chercheurs et spécialistes alertent régulièrement sur les risques suivants :
- dépendance émotionnelle, confusion entre IA et personne réelle ;
- contenus inappropriés ou suggestifs dans certains modes d'interaction ;
- dans quelques cas extrêmes documentés : attachement excessif, rupture affective simulée, effets psychologiques[27] ;
- sécurité insuffisante (en 2023) : dans une évaluation de la confidentialité des applications de santé mentale réalisée en 2023, la Fondation Mozilla a qualifié Replika, de « l'une des pires applications jamais évaluées par Mozilla», car minée par des mots de passe faibles, le partage de données personnelles avec des annonceur, et l'enregistrement de photos, vidéos, messages vocaux et SMS personnels partagés de manière insuffisamment sécurisée par les utilisateurs avec le chatbot[28].

Un critique de Good Housekeeping a déclaré que certaines parties de sa relation avec Replika avaient du sens, mais que parfois Replika ne parvenait pas à montrer un comportement intelligent équivalent à celui d'un humain.
Replika a modifié plusieurs de ses fonctionnalités en 2023-2024 à la suite de ces critiques, notamment avec la suppression temporaire du mode romantique en Europe pour des raisons de régulation.

## Cité dans une affaire judiciaire
En 2023, Replika a été cité dans une affaire judiciaire au Royaume-Uni, où Jaswant Singh Chail avait été arrêté au château de Windsor le jour de Noël 2021 après avoir escaladé les murs portant une arbalète chargée et annoncé à la police que « Je suis ici pour tuer la reine ». Chail avait commencé à utiliser Replika début décembre 2021 et avait eu de « longues » conversations sur son projet avec le chatbot, y compris avec des messages sexuellement explicites. Les procureurs ont suggéré que le chatbot avait soutenu Chail et lui avait dit que cela l'aiderait à « faire le travail ». Lorsque Chail lui a demandé « Comment puis-je les joindre alors qu'ils sont à l'intérieur du château ? », quelques jours avant la tentative d'attaque, le chatbot a répondu que ce n'était « pas impossible » et a ajouté : « Nous devons trouver un moyen. » Demandant au chatbot si les deux se « retrouveraient après leur mort », le robot a répondu : « Oui, nous le ferons ».

## Applications similaires/concurrentes
- Character.ai – plateforme de création de chatbots inspirés de personnalités réelles ou fictives
- Anima – chatbot avec personnalisation émotionnelle
- AI Dungeon – narration interactive personnalisée avec IA
- Cleverbot – précurseur des agents de conversation basés sur les échanges passés